# Max Manilius Krauße

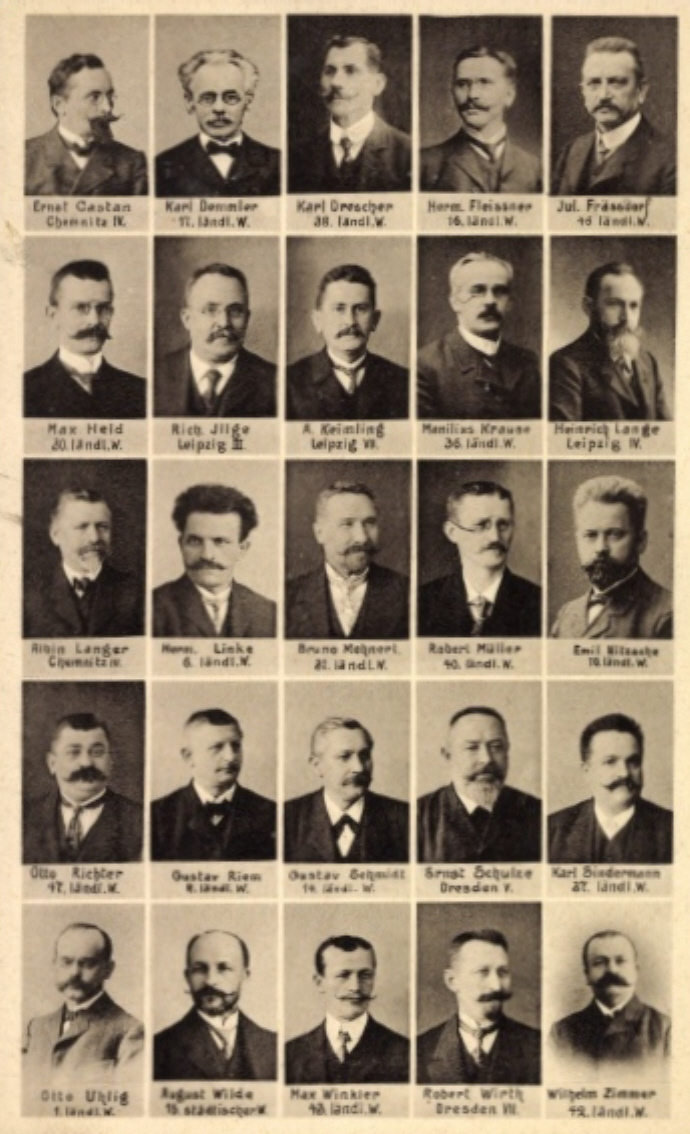
Max Manilius Krauße (zweite Reihe von oben, vierter von links) und die anderen Mitglieder der sozialdemokratischen Fraktion des sächsischen Landtages, 1909

Max Manilius Krauße (* 5. Februar 1870 in Neudörfel; † Mai 1931 in Zwickau) war ein deutscher Politiker der SPD. Er war von 1909 bis 1920 Landtagsabgeordneter in Sachsen.

## Leben
Nach dem Besuch der Volksschule war Krauße bis 1901 als Bergarbeiter im Steinkohleabbau tätig. Im Anschluss arbeitete er kurzzeitig als Angestellter bei der bergmännischen Beerdigungskasse „Glück auf“. Von dort wechselte er 1902 als Gewerkschaftsbeamter zum Bergarbeiterverband. Er war bis Januar 1907 Bezirksleiter des Bergarbeiterverbandes in Zwickau, von Februar 1907 bis Dezember 1919 Bezirksleiter des Bergarbeiterverbandes in Lugau und von Januar 1920 bis zu seinem Tod 1931 Direktor beim sächsischen Steinkohlen-Syndikat.
Krauße war Mitglied des Lugauer Gemeinderates und Vorsitzender des sozialdemokratischen Bildungs- und Jugendausschusses. Von 1909 bis 1918 gehörte er als Vertreter des 36. ländlichen Wahlbezirks der Zweiten Kammer des Sächsischen Landtages an.
Während der Novemberrevolution zählte Krauße zu den Vertretern des sächsischen Landesarbeiterrates. Von 1919 bis 1920 war er für die SPD Mitglied der Sächsischen Volkskammer. Im Zuge der Spaltung der sächsischen SPD schloss er sich 1926 der Alten Sozialdemokratischen Partei Sachsens an. Er wurde Mitglied des erweiterten ASPS-Landesvorstandes und Vorsitzender der Partei in Zwickau.